# Gesellschaft Schweizer Tierärztinnen und Tierärzte
Die Gesellschaft Schweizer Tierärztinnen und Tierärzte (GST) vertritt die Interessen von über 3700 Schweizer Tierärzten.
Die in Form eines Vereins organisierte GST wurde 1813 in Hünenberg gegründet und hat heute ihren Sitz in Bern. Ihr gehören 16 Regionalsektionen und 14 Fachsektionen an. Seit 1816 gibt die GST die wissenschaftlichen Zeitschrift Schweizer Archiv für Tierheilkunde (SAT) heraus, die gleichzeitig das interne Informationsorgan der GST ist.
Seit 1976 unterstützt die Tierärztliche Verrechnungsstelle der GST AG (TVS OGV AG) die Mitglieder bei der Abwicklung von Überweisungen an Lieferanten und bei der die Praxiseröffnung und -übernahme sowie als Treuhandstelle.
Die Gesellschaft Schweizer Tierärztinnen und Tierärzte ist Mitglied der Federation of Veterinarians of Europe, der Dachorganisation von 47 Veterinärverbänden aus 39 europäischen Ländern.
Die GST verleiht den Zusatz FVH zu einigen Facharzttitel. Dieser Zusatz steht für die lateinische Bezeichnung der GST: Foederatio Veterinariorum Helveticorum. Die Weiterbildungen, die zu einer Verleihung führen, setzen eine Dissertation voraus und werden in folgenden Fachbereichen angeboten:
- Pferdemedizin
- Wiederkäuermedizin
- Schweinemedizin
- Kleintiermedizin
- Tierpathologie
- Lebensmittelhygiene
- Labordiagnostik